# Jean Roubaud
Jean Louis Roubaud (24 octobre 1764 - 30 septembre 1830 ) était un homme politique français. 

## Biographie
Jean Roubaud naît à Aups, il était médecin à Tourves et devint administrateur du département du Var en 1790. 
En septembre 1791, Roubaud est élu député du département du Var, le cinquième sur huit, à l'Assemblée nationale législative. En mars 1792, il vote en faveur de la mise en accusation de Bertrand de Molleville, le ministre de la Marine. En avril, il vote pour que les soldats du régiment de Châteauvieux, qui s'étaient mutinés lors de l'affaire de Nancy, soient admis aux honneurs de la séance. En août, il vote en faveur de la mise en accusation du marquis de La Fayette. 
La monarchie française prend fin à l'issue de la journée du 10 août 1792. En septembre, Roubaud est réélu député du Var, le sixième sur huit, à la Convention nationale. 
Il siège sur les bancs de la Plaine. Lors du procès de Louis XVI, il vote la mort et rejette l'appel au peuple et le sursis à l'exécution. Il ne participe ni au scrutin sur la mise en accusation de Jean-Paul Marat en avril 1793, ni au scrutin sur le rétablissement de la Commission des Douze en mai de la même année.
À la fin de la Convention nationale, il retourne dans son département et se retire de la politique.
Avec le retour de Louis XVIII, il est inclus dans la loi de 1816 contre les régicides, obligé de quitter la France, il se rendit en Belgique et fit représenter sur le théâtre de Bruxelles, en 1819, une tragédie en cinq actes et en vers, Prénislas, qui obtint un certain succès. 
Il est décédé le 30 septembre 1830 à Bruxelles.

## Publication
- Pierre Restaut, Au Roi et à Nosseigneurs de son conseil. (Requête de Jean Roubaud, maire de la ville d'Aups, Joseph Imberty, greffier de la juridiction royale de ladite ville, et consorts, servant de réponse à la nouvelle requête de l'abbé Ginette, du 23 juin 1758, poursuivi comme séducteur de la demoiselle Fabre, fille de Joseph Fabre, marchand de ladite ville,  Paris, imp. de J.-H. Butard, 1758.
- Convention nationale. Compte rendu par Roubaud, représentant du peuple, conformément au décret du 21 nivôse...,   Paris, Imprimerie nationale, An III.
- Les Triomphes marseillais, ou le Comte de Provence à Marseille, poème, par M. J.-L. Roubaud,...,  Marseille, J. Mossy, 1777.
- Avec Despinassy : Proclamation des commissaires de la Convention nationale, aux départemens du Var et des Alpes-Maritimes.,  impr. de Mallard,  Toulon, 4 avril 1793.

## Pour en savoir plus